# エドゥアルド・ココイトゥイ
エドゥアルド・ココイトゥイ(ココエフ)（オセット語: Кокойты Джабейы фырт Эдуард, 1964年10月31日 - ）は、グルジア、南オセチアの政治家。南オセチア共和国の大統領（第2代）を2期務めた。親露派の政治家で、ロシア連邦の枠内での南北オセチアの統合を主張している。

## 略歴
第5中学校を卒業。通信班で電気修理工として働く。1980年、レスリング・フリースタイルのグルジア・チャンピオン、スポーツ・マスターとなった。1983年から1985年にかけてソ連軍に勤務。南オセチア教育大学に入学し、1988年、体育講師専攻で卒業。大学では、コムソモール委員会書記に選出され、卒業後もコムソモールで働いた。
1990年から1991年にかけてのオセチア・グルジア紛争時、グリ・コチエフの指揮下に入るオセチア戦闘防衛隊を創設し、これを指揮した。
1990年から1993年まで、南オセチア共和国議会代議員。
1997年2月、初代大統領リュドヴィク・チビロフの命令により、駐露通商代表に任命。ロシアの下院議員チェホエフの補佐官として働いた。
2001年11月から12月にかけての大統領選挙において、決選投票で53％を獲得し、南オセチア共和国大統領に選出された。2006年の大統領選挙で再選され、2011年まで務めた。
サンクトペテルブルクのゲームセンターを支配するロシアン・マフィアの子分と言われており、第2代ロシア連邦大統領プーチンとも関係が深い。その関係で、閣僚にKGB出身者が多い。

## 人物
ツヒンヴァリ出身。妻帯、3児を有する。
| 公職                        | 公職                                      | 公職                                   |
| --------------------------- | ----------------------------------------- | -------------------------------------- |
| 先代 リュドヴィク・チビロフ | 南オセチア共和国大統領 第2代：2001 - 2011 | 次代 ヴァディム・ブロフツェフ （代行） |